# Papamosques de Luzon
El papamosques de Luzon (Vauriella gularis) és una espècie d'ocell de la família dels muscicàpids (Muscicapidae) endèmica de l'illa de Luzon, a les Filipines El seu hàbitat natural són els boscos tropicals i subtropicals de frondoses humits de l'estatge montà. Es troba amenaçat per la pèrdua d'habitat i el seu estat de conservació es considera vulnerable.